# Џин Хекман
Јуџин Ален „Џин” Хекман (енгл. Eugene Allen "Gene" Hackman; Сан Бернардино, 30. јануар 1930 — Санта Фе, 18. фебруар 2025) био је амерички глумац и писац. Истакао се крајем шездесетих и почетком седамдесетих година, глумећи у филмовима као што су Бони и Клајд, I Never Sang for My Father и Француска везa, а касније наставио да се појављује у главним улогама у филмовима холивудске продукције.

## Биографија
Рођен је као Јуџин Ален Хекман у Сан Бернардину (Калифорнија), од оца Јуџина Езре Хекмана и мајке Лајде Греј. Има једног брата који се зове Ричард. Родитељи су се развели док је још био дечак, па се често селио док на крају није доспео у Данвил (Илиној), где је живео са својом баком, Битрис. Мајка му је настрадала у пожару, 1962. године.
Са 16 година напушта кућу и придружује се америчким маринцима, где је служио 3 године као радио оператор. По завршетку службе, сели се у Њујорк, где је радио неколико послова пре него што ће уписати Унивезитет у Илиноису (где је студирао телевизијску продукцију и журналистику).
Имао је већ 30 година када одлучује да постане глумац. Уписује се на Pasadena Playhouse у Калифорнији где је упознао Дастина Хофмана са којим је остао добар пријатељ. Касније се сели у Њујорк где су му цимери били Роберт Дувал и Дастин Хофман.
На почетку је играо неколико представа ван Бродвеја, да би 1964. године добио понуду да игра и на Бродвеју. После позоришних представа, почиње да игра и на филму. Његов први филм је био Лилит у коме је играо са Вореном Бејтијем. После тога игра Бака Бароуа у филму Бони и Клајд, и за ту улогу бива номинован за Оскара као најбољи споредни глумац. Три године касније је номинован за исту награду у филму I Never Sang for My Father, где је сарађивао са Мелвином Дагласом и Естел Парсонс. Следеће године игра Попаја Дојла у филму Француска веза, за кога је награђен Оскаром као најбољи главни глумац. После тога је играо у филмовима као што су Супермен, Супермен 2, Мисисипи у пламену, Уски пролаз, Неопроштено, Фирма, Брзи и мртви и многим другим. За улогу у филму Неопроштено добио је Оскара као најбољи споредни глумац.

## Приватни живот
Његова прва супруга је била Феј Молтиз са којом се развео 1986. године након 30 година брака. Са њом има троје деце, Кристофера Алена, Елизабет Џин, и Лесли Ен. Поново се венчао са Бетси Аракавом са којом је живео у Санта Феу (Нови Мексико). Године 2004. дао је интервју за Ларија Кинга у којем је рекао да је његова глумачка каријера завршена.

## Смрт
Пронађен је мртав у свом дому у Санта Феу заједно са супругом и пијанисткињом, Бетси Аракавом (1959), и једним од њихових троје паса, 26. фебруара 2025. године под неразјашњеним околностима. Надлежни су у прелиминарном извештају навели да је највероватније преминуо 18. фебруара 2025. јер његов пејсмејкер тада бележи престанак рада; њихова тела су пронађена у фази распадања, изјављено је да се сматра да је до њихове смрти дошло најмање недељу дана пре проналаска њихових тела. Искључено је тровање угљен-моноксидом.
На прес-конференцији, одржаној 7. марта 2025. године у Санта Феу, откривено је да је Хакман преминуо највероватније 18. фебруара 2025. године због тешке кардиоваскуларне болести закомпликоване Алцхајмеровом болешћу, а да је његова супруга преминула недељу дана раније, 11. фебруара 2025, због пулмонарног синдрома проузрокованим хантавирусом чији су преносиоци пацови; наводи се да Хекман највероватније није запазио супругину смрт због узнапредовале Алцхајмерове болести, обдукциони налаз је показао да му је у моменту смрти желудац био потпуно празан, што указује на вишедневно гладовање. Расуте таблете пронађене поред Аракавиног тела су преписане њој за штитну жлезду и нису допринеле њеној смрти.

## Награде
| Год.  | Награда | Категорија              | Филм                       | Исход      |
| ----- | ------- | ----------------------- | -------------------------- | ---------- |
| 1967. | Оскар   | Најбољи споредни глумац | Бони и Клајд               | Номинација |
| 1970. | Оскар   | Најбољи споредни глумац | I Never Sang for My Father | Номинација |
| 1971. | Оскар   | Најбољи главни глумац   | Француска везa             | Освојено   |
| 1988. | Оскар   | Најбољи главни глумац   | Мисисипи у пламену         | Номинација |
| 1992. | Оскар   | Најбољи споредни глумац | Неопроштено                | Освојено   |

## Филмографија
| Улоге Џина Хекмана |                            |                             |                                     |          |
| Година             | Српски назив               | Изворни назив               | Улога                               | Напомена |
| 1961.              |                            |                             | полицајац                           |          |
| 1964.              |                            |                             | Норман                              |          |
| 1966.              |                            |                             | доктор Џон Випл                     |          |
| 1967.              |                            |                             | Томи Дел Гадо                       |          |
| 1967.              |                            |                             | Доналд Рос                          |          |
| 1967.              |                            |                             | Хармзверт                           |          |
| 1967.              |                            |                             | наредник Твид                       |          |
| 1967.              | Бони и Клајд               |                             | Бак Бароу                           |          |
| 1968.              |                            |                             | детектив поручник Волтер Брил       |          |
| 1969.              |                            |                             | Ред Фрејкер                         |          |
| 1969.              |                            | Џо Броуди                   |                                     |          |
| 1969.              |                            | Јуџин Клер                  |                                     |          |
| 1969.              |                            | Баз Лојд                    |                                     |          |
| 1970.              |                            |                             | Џин Гарисон                         |          |
| 1971.              |                            |                             | Др Дејв Рандолф                     |          |
| 1971.              |                            |                             |                                     |          |
| 1971.              | Француска везa             |                             | Детектив Џими „Попај” Дојл          |          |
| 1972.              |                            |                             | Мери Ен                             |          |
| 1972.              | Посејдонова авантура       |                             | пречасни Френк Скот                 |          |
| 1972.              |                            | наредник Лио Холанд         |                                     |          |
| 1973.              | Страшило                   |                             | Макс Милан                          |          |
| 1974.              | Прислушкивање              |                             | Хари Кол                            |          |
| 1974.              | Млади Франкенштајн         |                             | слепац (Харолд)                     |          |
| 1974.              |                            | Зенди Ален                  |                                     |          |
| 1975.              | Француска веза 2           |                             | Детектив Џими „Попај” Дојл          |          |
| 1975.              |                            | Киби Вомак                  |                                     |          |
| 1975.              | Ноћна кретања              |                             | Хари Моузби                         |          |
| 1975.              |                            | Сем Клејтон                 |                                     |          |
| 1977.              |                            |                             | Рој Такер                           |          |
| 1977.              | Недостижни мост            |                             | генерал Сосабовски                  |          |
| 1977.              |                            | Мајор Вилијам Шерман Фостер |                                     |          |
| 1978.              | Супермен                   |                             | Лекс Лутор                          |          |
| 1980.              | Супермен 2                 |                             | Лекс Лутор                          |          |
| 1981.              |                            |                             | Џорџ Дуплер                         |          |
| 1981.              | Црвени                     |                             | Пит Ван Вери                        |          |
| 1983.              | Под ватром                 |                             | Алекс Грејжер                       |          |
| 1983.              |                            | глас Бога                   |                                     |          |
| 1983.              |                            | пуковник Кал Роудз          |                                     |          |
| 1984.              |                            |                             | Џек Макан                           |          |
| 1984.              |                            | Нед Роули                   |                                     |          |
| 1985.              |                            |                             | Хари Макензи                        |          |
| 1985.              | Мета                       |                             | Волтер Лојд / Данкан (Дјук) Потер   |          |
| 1986.              |                            |                             | Вилфред Бакл                        |          |
| 1986.              |                            | тренер Норман Дејл          |                                     |          |
| 1987.              |                            |                             | министар одбране Дејвид Брајс       |          |
| 1987.              | Супермен 4                 |                             | Лекс Лутор / глас Нуклеарног Човека |          |
| 1988.              |                            |                             | потпуковник Ајсал Хамблетон         |          |
| 1988.              | Мисисипи у пламену         |                             | Агент Руперт Андерсон               |          |
| 1988.              |                            | Лари Луис                   |                                     |          |
| 1988.              |                            | Флојд                       |                                     |          |
| 1988.              |                            | Ден Макгвин                 |                                     |          |
| 1989.              | Пакет                      |                             | наредник Џони Галагер               |          |
| 1990.              |                            |                             | Макартур Стерн                      |          |
| 1990.              | Разгледнице из пакла       |                             | Лоуел Колчек                        |          |
| 1990.              | Уски пролаз                |                             | Роберт Кофилд                       |          |
| 1991.              |                            |                             | Џедедаја Такер Ворд                 |          |
| 1991.              | Кад служба позове          |                             | Сем Бојд                            |          |
| 1992.              | Неопроштено                |                             | Мали Бил Дагерт                     |          |
| 1993.              | Фирма                      |                             | Ејвери Толар                        |          |
| 1993.              | Џеронимо: Америчка легенда |                             | бригадни генерал Џорџ Крук          |          |
| 1994.              | Вајат Ерп                  |                             | Николас Ерп                         |          |
| 1995.              | Брзи и мртви               |                             | Џон Херод                           |          |
| 1995.              | Гримизна плима             |                             | капетан Френк Рамзи                 |          |
| 1995.              |                            | Хари Зим                    |                                     |          |
| 1996.              | Кавез за лудаке            |                             | сенатор Кевин Кили                  |          |
| 1996.              | По сваку цену              |                             | др Лоренс Мајрик                    |          |
| 1996.              |                            | Сем Кејхол                  |                                     |          |
| 1997.              | Апсолутна моћ              |                             | председник Алан Ричмонд             |          |
| 1998.              |                            |                             | Џек Ејмс                            |          |
| 1998.              | Државни непријатељ         |                             | Брил                                |          |
| 1998.              |                            | генерал Маднибл             |                                     |          |
| 2000.              | Под сумњом                 |                             | Хенри Херст                         |          |
| 2000.              | Резерве                    |                             | Џими Макгинти                       |          |
| 2001.              | Клопка за мушкарце         |                             | Вилијам Б. Тенси                    |          |
| 2001.              |                            |                             | Џо Мур                              |          |
| 2001.              | Породица чудака            |                             | Ројал Тененбаум                     |          |
| 2001.              | Иза непријатељских линија  |                             | Адмирал Лесли Ригарт                |          |
| 2003.              | Одбегла порота             |                             | Ранкин Фич                          |          |
| 2004.              |                            |                             | Монро Кол                           |          |

### Познати глумци са којима је сарађивао
- Кристофер Рив (Супермен, Супермен 2, Супермен 4)
- Клинт Иствуд (Неопроштено, Апсолутна моћ)
- Том Круз (Фирма)
- Ед Харис (Фирма, Апсолутна моћ)
- Мет Дејмон (Џеронимо: Америчка легенда)
- Шерон Стоун (Брзи и Мртви)
- Расел Кроу (Брзи и Мртви)
- Дензел Вошингтон (Гримизна плима)
- Џон Траволта (Get Shorty)
- Вил Смит (Државни непријатељ)
- Моника Белучи (Под сумњом)
- Морган Фриман (Под сумњом)